# Valentina perduta nel paese dei sovieti
Valentina perduta nel paese dei sovieti è la sesta storia a fumetti di Valentina, celebre personaggio creato da Guido Crepax. Realizzata in occasione della prima pubblicazione su libro, si collega al precedente episodio I Sotterranei, sostituendo la linea narrativa originale che proseguiva con La discesa.

## Trama
Dopo essere rimasti intrappolati nuovamente nel sottosuolo alla fine de I Sotterranei, Valentina, Philip e Arno riescono a risalire, trovandosi in una vecchia villa russa. Nonostante l'apparente stato di abbandono, scoprono indizi di vita e un'inquietante ghiacciaia piena di cadaveri. Valentina, scossa e irritata dall'atteggiamento dei compagni che la trattano con sufficienza, si addormenta in una serra sognando la Rivoluzione russa.
Arno e Philip proseguono, scoprendo un cimitero zarista e tornando indietro per cercare Valentina, che è scomparsa. Alla villa, vengono accolti dagli spari di Annuška Bezarova, la contessa proprietaria, che li accusa di aver ucciso i suoi parenti. Annuška racconta la storia della sua famiglia nobile, rimasta isolata a causa della Rivoluzione e colpita da un'epidemia. Philip la seduce sperando che sappia dove si trova Valentina, ma finisce per addormentarsi.
Nel frattempo, Valentina è stata catturata dal Grande Supremo (Capo dei Sotterranei di Tóitatnan, già presente come antagonista negli episodi precedenti), che le racconta la storia di Hélène, antica regina dei Sotterranei. Philip si risveglia e, con l'aiuto di Yar, il grosso cane di Annuška, rintraccia Valentina nella ghiacciaia. Caduti in una trappola del Grande Supremo, tutti i protagonisti vengono paralizzati, ma Philip riesce a resistere abbastanza da chiamare il cane, che aggredisce il Sotterraneo facendolo precipitare negli abissi. Salvi, i quattro si vestono da soldati dell'Armata Rossa e si dirigono verso Pietrogrado.

## Personaggi

### Valentina Rosselli
Fotografa milanese, in quest'avventura è nuovamente alle prese con gli oscuri Sotterranei.

### Philip Rembrandt
Philip, ormai ex supereroe e fidanzato di Valentina, la accompagna in questa nuova avventura. Durante la vicenda, intraprende una relazione con la contessa Annuška, che lo convincerà a rimanere con lei in Russia, lasciando temporaneamente Valentina sola con Arno.

### Arno Treves
Regista veneziano che ha convinto Valentina a girare un telefilm sui Sotterranei, è diventato fin da subito anche un suo nuovo amante. La relazione di Valentina con Arno è più superficiale rispetto a quella con Philip, tanto che alla fine lei rimarrà definitivamente con quest'ultimo.

### Annuška Bezarova
Contessa russa, figlia di nobili zaristi che hanno resistito alla Rivoluzione, ma sono rimasti completamente isolati dal resto del mondo. Racconta che da ragazzina era stata maltrattata dalla sua famiglia per aver letto dei vecchi giornali comunisti e successivamente un'epidemia aveva decimato i suoi parenti. Durante la vicenda ha una relazione con Philip, che lascerà momentaneamente Valentina per restare in Russia con lei. Nel successivo arco narrativo di Baba Yaga, Annuška verrà usata dalla strega nella forma di una bambola (chiamata Annette) per far ingelosire Valentina ed allontanarla da Philip.

### Il Grande Supremo
Sotterraneo già introdotto negli episodi precedenti come capo dei Superiori, in questa vicenda agisce da solo cercando di rapire nuovamente Valentina ed eliminare i suoi alleati. Anche questa volta viene sconfitto grazie alla resistenza di Philip al suo potere paralizzatore. 

## Pubblicazioni
- Milano Libri (Valentina) novembre 1968
- RCS (Volume 2) 2007
- Salani (I Sotterranei) 2010
- Mondadori (Volume 25) 2015
- Feltrinelli (I Sotterranei) 2024